# William Henry Miller
William Henry Miller (* 28. Februar 1829 in Landisburg, Perry County, Pennsylvania; † 12. September 1870 in Harrisburg, Pennsylvania) war ein US-amerikanischer Politiker. Zwischen 1863 und 1865 vertrat er den Bundesstaat Pennsylvania im US-Repräsentantenhaus.

## Werdegang
William Miller war der Sohn des Kongressabgeordneten Jesse Miller (1800–1850). Er besuchte die öffentlichen Schulen seiner Heimat und eine Privatschule in Harrisburg. Danach studierte er am Franklin & Marshall College in Lancaster. Nach einem Jurastudium und seiner 1846 erfolgten Zulassung als Rechtsanwalt begann er in Harrisburg in diesem Beruf zu arbeiten. Von 1849 bis 1854 lebte und praktizierte er in New Bloomfield. Danach kehrte er nach Harrisburg zurück. Von 1854 bis 1863 war er beim Supreme Court of Pennsylvania angestellt. In den Jahren 1858 und 1859 war er zusätzlich bei der Verwaltung des Senats von Pennsylvania tätig. Politisch wurde er Mitglied der Demokratischen Partei.
Bei den Kongresswahlen des Jahres 1862 wurde Miller im 14. Wahlbezirk von Pennsylvania in das US-Repräsentantenhaus in Washington, D.C. gewählt, wo er am 4. März 1863 die Nachfolge des Republikaners Galusha A. Grow antrat. Da er im Jahr 1864 nicht bestätigt wurde, konnte er bis zum 3. März 1865 nur eine Legislaturperiode im Kongress absolvieren. Diese war von den Ereignissen des Bürgerkrieges geprägt.
Nach dem Ende seiner Zeit im US-Repräsentantenhaus praktizierte William Miller wieder als Anwalt. Außerdem wurde er journalistisch tätig. Er starb am 12. September 1870 in Harrisburg, wo er auch beigesetzt wurde.